# Argyrophora monetata
Argyrophora monetata är en fjärilsart som beskrevs av Achille Guenée 1858. Argyrophora monetata ingår i släktet Argyrophora och familjen mätare. Inga underarter finns listade i Catalogue of Life.